# زلزال هيدا غواي 2012
زلزال هيدا غواي 2012 هو زلزالٌ وقعَ في هيدا غواي ‏ في كندا بتاريخ 27 أكتوبر 2012.